# Джек Лавлок
Джон Едвард «Джек» Лавлок (англ. John Edward "Jack" Lovelock; нар. 5 січня 1910 — пом. 28 грудня 1949) — новозеландський легкоатлет, який спеціалізувався в бігу на середні дистанції.

## Із життєпису
Олімпійський чемпіон-1936 з бігу на 1500 метрів. За чотири роки до цього, на Іграх-1932, він фінішував сьомим на цій дистанції.
Чемпіон Ігор Британської імперії-1934 з бігу на 1500 метрів.
Ексрекордсмен світу з бігу на 1500 метрів та 1 милю.
Випускник Ексетер коледжу Оксфордського університету (1934).
По закінченні спортивної кар'єри працював лікарем.
Трагічно загинув у 1949 у Нью-Йорку внаслідок зіткнення з поїздом метро після падіння на рейки від запаморочення.

## Основні міжнародні виступи
| Рік  | Змагання                 | Місто        | Місце | Дисципліна | Примітки         |
| ---- | ------------------------ | ------------ | ----- | ---------- | ---------------- |
| 1932 | Олімпійські ігри         | Лос-Анджелес | 7     | 1500 м     | Відео на YouTube |
| 1934 | Ігри Британської імперії | Лондон       | 1     | 1500 м     |                  |
| 1936 | Олімпійські ігри         | Берлін       | 1     | 1500 м     | Відео на YouTube |